# عبد القوي يوسف
عبد القوي يوسف (بالإنجليزية: Abdulqawi Yusuf)‏ (و. 1948  م) هو قاضي، ودبلوماسي، ومحامي، من الصومال، وهو عضوٌ في معهد القانون الدولي. يعمل في محكمة العدل الدولية منذ عام 2009. شغل منصب رئيس المحكمة من عام 2018 إلى عام 2021.

## نشأته ودراسته
ولد يوسف في بلدة إيل الشمالية الشرقية، بونتلاند، الصومال.  وتنحدر عائلته من عشيرة عثمان محمود التابعة لعشيرة ماجيرتين الأكبر في بونتلاند.  وهو حاصل على دكتوراه في القانون (الجامعة الوطنية الصومالية) وعلى درجة الدكتوراه في القانون الدولي من المعهد العالي للدراسات الدولية في جنيف. قبل حصوله على الدكتوراه، أكمل يوسف دراساته العليا في القانون الدولي في جامعة فلورنسا في إيطاليا.
وهو يجيد اللغات الصومالية والعربية والإنجليزية والفرنسية والإيطالية.

## حياته ا لمهنية
شغل عدة مناصب سابقًا هي: مستشار قانوني ومدير مكتب المعايير الدولية والشؤون القانونية لليونسكو من مارس 2001 إلى يناير 2009، ومستشار قانوني (1994-1998) ومساعد المدير العام للشؤون الأفريقية، منظمة الأمم المتحدة للتنمية الصناعية (اليونيدو). ، فيينا (1998-2001)، ممثل ورئيس مكتب نيويورك لمؤتمر الأمم المتحدة للتجارة والتنمية (الأونكتاد) (1992-1994) ورئيس دائرة السياسات القانونية في الأونكتاد (1987-1992)، محاضر في القانون في الجامعة الوطنية الصومالية (1974-1981) وفي جامعة جنيف (1981-1983)، ومندوب الصومال إلى مؤتمر الأمم المتحدة الثالث لقانون البحار (1975-1980). كما كان أستاذاً زائراً ومحاضراً في عدد من الجامعات والمعاهد في سويسرا وإيطاليا واليونان وفرنسا.
انتخب يوسف لعضوية معهد القانون الدولي في عام 1999 وهو حاليا عضو فيه. وهو المؤسس والمحرر العام للحولية الأفريقية للقانون الدولي. يوسف هو أيضًا أحد مؤسسي المؤسسة الأفريقية للقانون الدولي، وكذلك رئيس لجنتها التنفيذية. بالإضافة إلى ذلك، قام يوسف بتأليف العديد من الكتب والعديد من المقالات حول جوانب مختلفة من القانون الدولي بالإضافة إلى مقالات ومقالات افتتاحية في الصحف حول شؤون شمال شرق إفريقيا والصومال الحالية. وهو عضو في المجلس الاستشاري التحريري للحولية الآسيوية للقانون الدولي، وعضو في معهد سالونيك للقانون الدولي العام والعلاقات الدولية. 
 كما عمل سابقًا قاضيًا خاصًا في محكمة العدل الدولية.

### قاضي محكمة العدل الدولية
وفي 6 فبراير 2009 عيّن قاضياً في محكمة العدل الدولية. وفي 6 فبراير 2015، انتخب نائبًا لرئيس المحكمة.
وفي عام 2011، حصل يوسف لاحقًا على مقعد في المجلس الاستشاري لمعهد لاهاي للعدالة العالمية.
في 6 فبراير 2018، عين يوسف رئيسًا لمحكمة العدل الدولية. وأصبح ثالث أفريقي يحمل اللقب بعد النيجيري تسليم أولاوالي إلياس (1982-1985) والجزائري محمد بجاوي (1994-1997). .

## التعليم
تعلم في الجامعة الوطنية الصومالية، وجامعة فلورنسا.
| المناصب السياسية | المناصب السياسية                         | المناصب السياسية |
| ---------------- | ---------------------------------------- | ---------------- |
| سبقه             | رئيس محكمة العدل الدولية 6 فبراير 2018 - | تبعه             |